# SIMBAD
SIMBAD (ang. Set of Identifications, Measurements, and Bibliography for Astronomical Data) – baza danych obiektów astronomicznych spoza Układu Słonecznego sporządzana i zarządzana przez Centre de Données astronomiques de Strasbourg (CDS) we Francji.
SIMBAD powstał poprzez połączenie danych z Catalog of Stellar Identifications (CSI) oraz Bibliographic Star Index. CSI do 1979 umieszczony był na komputerze IBM 360/65 w Centrum Komputerowym w Meudon. Komputer ten był połączony za pomocą linii dzierżawionych z wszystkimi francuskimi obserwatoriami astronomicznymi. Baza danych była systematycznie rozszerzana o dane z innych katalogów oraz literatury akademickiej. 
Po zamknięciu Centrum w Meudon bazę danych gruntownie przebudowano i zainstalowano na komputerze typu mainframe Univac 1110 na Uniwersytecie w Strasburgu. Pierwsza interaktywna wersja on-line (znana jako SIMBAD 2) została udostępniona w 1981. W 1983 bazę danych poszerzono o galaktyki i obiekty niebędące gwiazdami. Wersja 3, opracowana w języku C, została uruchomiona na systemie Unix w Obserwatorium w Strasburgu w 1990 roku. W 2006 powstała czwarta wersja bazy danych (SIMBAD 4), zarządzana przez otwarty system PostgreSQL, a jej oprogramowanie wpierające napisano w całości w Javie.
1 stycznia 2019 baza SIMBAD zawierała informacje o 10 230 869 obiektach występujących pod 34 187 828 różnymi nazwami katalogowymi, zawierała również 352 446 przypisów oraz 18 658 184 cytowania bibliograficzne.
Nazwa planetoidy (4692) SIMBAD pochodzi od tego katalogu.